# Arthur Butterworth
Arthur Eckersley Butterworth (Manchester, 4 augustus 1923 – 20 november 2014) was een Brits componist, dirigent en trompettist.
Butterworth groeide op in een muzikaal gezin; zijn moeder speelde piano en vader en moeder waren betrokken bij het kerkkoor waarin de jonge Arthur zong. 
De ouders zagen graag dat hun zoon rechten ging studeren, maar Butterworth werd al op jonge leeftijd door de muziek aangetrokken.  Hij bezocht concerten van het Hallé Orchestra waar hij voor een sixpence op de eerste rang zat. Hij maakte op deze wijze kennis met de klassieke muziek. Door zijn ouders werd hij toch richting rechten gestimuleerd, maar de studie werd onderbroken door zijn diensttijd in de Tweede Wereldoorlog.
Tijdens die oorlog vocht Butterworth mee en kwam na het oversteken van de geallieerden van de Rijn in aanraking met de cultuur van Duitsland. Na de oorlog bezocht hij concerten van de orkesten uit Hannover en Hamburg. In 1947 schreef hij persoonlijk Ralph Vaughan Williams aan om enige lessen bij hem te mogen volgen; zijn grote voorbeelden waren toen Charles Hubert Parry en Charles Villiers Stanford. Door deze voorbeelden en ook Vaughan Williams was zijn muzikale smaak eigenlijk al bepaald toen hij aan het Royal Manchester College of Music ging studeren bij Richard Hall. Daar leerde hij naast componeren ook dirigeren en trompetspelen. Vervolgens vertrok hij naar het noorden; hij ging trompet spelen in het Scottish Orchestra (1949-1955). Daarna werd hij trompettist van het Hallé Orchestra. Later werd hij dirigent van het Huddersfield Philharmonic Orchestra, een post die hij dertig jaar behield.
Zijn eerste symfonie voltooide hij in maart 1956. Hij bood het stuk aan de dirigent van het Hallé Orchestra, Sir John Barbirolli aan. Die leidde de première tijdens een concert van het Cheltenham festival op 19 juli 1957. 
Zijn werk wordt vaak vergeleken met dat van Jean Sibelius; het betekende voor de componist zowel een vloek als een compliment. 
Arthur Butterworth was naamgenoot, geen familie van George Butterworth, eveneens componist.
Hij overleed in 2014 op 91-jarige leeftijd.

## Oeuvre
Hij componeerde onder meer:
- Zes symfonieën:
  - 1 op. 15, 1957;
  - 2 op. 25, 1964;
  - 3 op. 52, Sinfonia Borealis, 1979 (in manuscript);
  - 4 op. 72, 1986;
  - 5 op. 115, 2003;
  - 6 op. 124, 2004
  - 7 op. 140
- Concertos, waaronder
  - Altvioolconcert, op.82
  - Trompetconcert, op. 93 Alla veneziana
- Koorwerken, waaronder
  - Haworth Moor, op. 110 voor koor en piano (2001)
- Kamermuziek, waaronder
  - Hobosonate, op. 5 (1947)
  - Trio voor hobo, klarinet en fagot, op. 6 (1947)
  - Suite voor altviool en cello, op. 13 (1951)
  - Strijkkwartet, op. 100 (1997)

## Bron
- compact disc met zijn vierde symfonie met interview.